# فيل تايلور (لاعب كرة قدم)
فيل تايلور (بالإنجليزية: Phil Taylor)‏ (11 يوليو 1958 بشفيلد في المملكة المتحدة - ) هو لاعب كرة قدم بريطاني في مركز جناح ‏. لعب مع نادي يورك سيتي ولينكولن سيتي أف سي وGuisborough Town F.C. ‏ ودارلينجتون إف سى.